# Gottfried von Auxerre
Gottfried von Auxerre (* um 1115/20 in Auxerre; † nach 1188 in Hautecombe; auch: Gottfried von Clairvaux) war Zisterziensermönch und nach 1141 persönlicher Sekretär, dann Biograph des Bernhard von Clairvaux. Er wurde später auch Abt von Clairvaux.

## Leben
Um 1115 in Auxerre, ca. 150 km südöstlich von Paris, geboren, studierte er in seiner Jugend zwischen 1134 und 1140 in Paris, u. a. bei Peter Abaelard, ehe ihn Bernhard von Clairvaux im Jahr 1140 oder 1141 anlässlich einer Predigt vor den Klerikern von Paris für den Zisterzienser-Orden gewann. Nach einem Intermezzo als Abt von Igny folgte er Bernhard im Jahre 1162 ins Abbatiat von Clairvaux nach, wurde aber drei Jahre später durch Papst Alexander III. von diesem Amt wieder entbunden. Danach begab er sich in das Mutterkloster Cîteaux bei Dijon. Im Jahre 1170 wurde er Abt von Fossanova bei Rom und sechs Jahre später Abt von Hautecombe in Savoyen, ehe er nach 1188 verstarb.

## Werk
Gottfried von Auxerre wurde nach seiner Bekehrung zum monastischen Leben ein unversöhnlicher Gegner der neuen Lehren von Peter Abaelard und Gilbert de la Porrée.
Als Biograph Bernhards von Clairvaux und Sammler seiner Briefe entwickelte Gottfried eine reiche schriftstellerische Tätigkeit. Im Jahre 1145 vereinigte er 310 Briefe Bernhards zu einer ersten Briefkollektion, darüber hinaus dokumentierte er dessen Leben und Wundertaten, überarbeitete die aus anderer Feder stammenden ersten zwei Bücher der Vita prima Bernhards und fügte drei weitere Bücher hinzu (III-V), sowie die Historia miraculorum im Itinere Germanico patratorum, die auch als VI. Buch der Vita Bernhards bezeichnet wird.
Von ihm wurden auch Streitschriften, Kommentarien und viele Predigten verfasst.